# استر بالینت
استر بالینت (انگلیسی: Eszter Balint؛ زادهٔ ۷ ژوئیهٔ ۱۹۶۶) هنرپیشه، خواننده، ترانه‌سرا و ویولنیست اهل مجارستان و ایالات متحده آمریکا است.
از فیلم‌هایی که وی در آن نقش داشته است می‌توان به سایه‌ها و مه و عجیب‌تر از بهشت اشاره کرد.